# Pedrosa del Páramo
Pedrosa del Páramo – gmina w Hiszpanii, w prowincji Burgos, w Kastylii i León, o powierzchni 11,33 km². W 2011 roku gmina liczyła 101 mieszkańców.